# Sainte-Clotilde-de-Horton
Pour les articles homonymes, voir Sainte-Clotilde.
Sainte-Clotilde-de-Horton est une municipalité du Québec située dans la MRC d'Arthabaska, dans la région administrative du Centre-du-Québec.

## Toponymie
Le nom de Sainte Clotilde provient de la reine des Francs, fille de Chilpéric II, roi des Burgondes qui épousa Clovis. Horton qui figurait déjà sur une carte de 1795 est le nom du canton dans lequel prend place le village. Il réfère au nom d'une ville d'Angleterre.

### Orthographe
Il y a un certain flottement dans l'orthographe du nom de la municipalité entre « Sainte-Clothilde-de-Horton » (avec un « h » dans « Clothilde ») et « Sainte-Clotilde-de-Horton ». C'est cette dernière orthographe qu'il faudrait privilégier.

## Histoire
La cession d'une partie des territoires de Saint-Valère-de-Bulstrode, de Warwick, de Grantham et de Wendover-et-Simpson a pu former l'ancienne municipalité de la paroisse de Sainte-Clotilde-de-Horton. Elle est officiellement érigée en 1864, alors que la paroisse du même nom fait l'objet d'une érection canonique en 1870.
Le territoire de la municipalité de Saint-Jacques-de-Horton est détaché de la municipalité de Sainte-Clotilde-de-Horton en 1948. En 1960, c'est la municipalité de paroisse est détachée de la municipalité du village. Cette dernière s'étend alors sur moins de 1 km².
Le 26 mars 1997, la nouvelle municipalité de Sainte-Clotilde-de-Horton était érigée par le regroupement de la municipalité de Sainte-Clotilde-de-Horton et de la municipalité de Saint-Jacques-de-Horton.
La municipalité comporte l'asile de Sainte-Clautilde-de-Horton. Après 30 ans d'abandon, le bâtiment a pris en popularité au fil des années. Il est resté accessible au public un certain temps, mais est aujourd'hui fermé en raison à l'instabilité des lieux à la suite d'un incendie. Celui-ci fut démoli en décembre 2023. 

## Géographie
Sainte-Clotilde, située au sud du Saint-Laurent, est à une trentaine de kilomètres au sud-ouest de Victoriaville, dans la région touristique des Bois-Francs. Le village de Sainte-Clotilde est enserré entre les rivières Nicolet et Nicolet-Sud-Ouest. La rivière Nicolet y coule vers le nord-est où elle en délimite le territoire. La rivière Nicolet-Sud-Ouest y coule du sud-ouest vers le nord-ouest.

## Démographie
| 1996  | 2001  | 2006  | 2011  | 2016  | 2021  |
| ----- | ----- | ----- | ----- | ----- | ----- |
| 1 486 | 1 527 | 1 560 | 1 616 | 1 569 | 1 563 |

## Administration
Les élections municipales se font en bloc pour le maire et les six conseillers.
| Sainte-Clotilde-de-Horton Maires depuis 2001                                                                         |                |                      |          |
| Élection | Maire          | Qualité              | Résultat |
| 2001 | Marie Désilets |                      | Voir     |
| 2005 | Marie Désilets | Voir                 |          |
| 2009 | Marie Désilets | Voir                 |          |
| 2013 | Simon Boucher  |                      | Voir     |
| 2017 | Simon Boucher  | Voir                 |          |
| juil. 2021 | Yanick Blier   | Conseiller 2017-2021 | Voir     |
| 2021 | Julie Ricard   |                      | Voir     |
| Élection partielle en italique Depuis 2005, les élections sont simultanées dans toutes les municipalités québécoises |                |                      |          |

## Activités
Plusieurs comités sont proactifs au sein du village, tels que les Loisirs Sainte-Clotilde, le club Optimiste, l’âge d’or, le comité de Balle, Partenaires 12-18, CDSE, la cuisine collective, et  le comité de la bibliothèque Lise-Gélinas-Désilets.